# Michelle Blanc
Ne doit pas être confondu avec Michel Blanc.
Pour les articles homonymes, voir Blanc (homonymie).
Michelle Blanc, née le 1er janvier 1961 à Sainte-Foy, est une femme d'affaires, conférencière et blogueuse québécoise. Titulaire d'une maîtrise en sciences et commerce électronique de l'Université de Montréal, elle a été impliquée dans des mandats d'analyse, de stratégie et de marketing web pour des entreprises. Elle anime un blogue d'affaires. 
À titre de conférencière, elle a entamé son parcours au Council on e-business innovation du Conference Board of Canada et a par la suite fait des conférences, essentiellement au Québec. Elle a été chroniqueuse à l'émission Le lab, diffusée à VOX (réseau de télévision).
Michelle Blanc s’est d'abord fait connaître par son passage à l’émission Tout le monde en parle en novembre 2008. Étant une femme trans, elle est parfois porte-parole de causes liées à la transidentité, comparant la situation des transgenres à « celle des Noirs il y a 50 ans ».
À l'automne 2012, l'écrivain et éditeur Jacques Lanctôt publie la biographie de Michelle Blanc, intitulée Un genre à part. 
Le 9 mai 2018 elle confirme sur Twitter être en « discussion sérieuse pour se présenter en politique avec le Parti québécois, pour être candidate à la prochaine élection dans les comtés de Bertrand ou de Mercier » .

## Distinctions
- Récipiendaire du prix Webcom 2009 « Industrie numérique-soutenir l’excellence québécoise » Vision, dynamisme, compétence[6].
- L’une des 15 femmes qui feront bouger le Québec (journal Les Affaires en 2009)[7]
- La première Twitteuse du Québec (Radio-Canada en 2009)[8]
- L’une des 100 femmes qui marquent le Québec « catégorie visionnaire » (Châtelaine en 2009)[9]
- Présidente d’honneur des Célébrations de la fierté de Montréal
- Elle a été nommée la personnalité Big Idea Chair de Yahoo-Canada
- Elle a aussi été désignée la 3e femme la plus influente des médias sociaux canadiens
- Surnommée « la Papesse » du Web, elle fait partie d'une liste « d'incontournables du Montréal 2.0 » le 25 mai 2010 dans un article de La Presse [10]
- Son blog, principalement dédié au Marketing Web et Médias Sociaux, est cité dans le 18 août 2014 comme étant un des plus influents de la francophonie et fait partie d'une liste des meilleurs blogs sur le Marketing au Canada [11]
- Lauréate du prix de reconnaissance Iris-Média 2014 pour son « apport à la communauté LGBT » dans plusieurs médias traditionnels et sur le Web [12]
- Elle fait partie d'une liste de dix « spécialistes des médias sociaux » dans un article du 4 juin 2015[13]

## Publications
- Auteure du livre Les Médias Sociaux 101 - Le réseau mondial des beaux-frères et des belles-sœurs, Les Éditions Logiques, 2010[14].
- Coauteure du livre Pourquoi bloguer dans un contexte d'affaires, Isabelle Quentin éditeur.
- Corédactrice d’une publication scientifique, Les Web Services et leur impact sur le commerce B2B, tirée de son mémoire de maîtrise Les Web Services : Définition, technologie, acteurs, impacts sur les entreprises et problèmes.
- Auteure du livre Les Médias Sociaux 201 - Comment écouter, jaser et interagir sur les médias sociaux, Les Éditions Logiques, 2011[15].

### Interviews
- Interviewée par Damien Douani et Fabrice Epelboin dans le podcast "Les éclaireurs du numérique"[16].

## Résultats
|                                                                                               | Nom                 | Parti              | Nombre de voix | %      | Maj.   |
| --------------------------------------------------------------------------------------------- | ------------------- | ------------------ | -------------- | ------ | ------ |
|                                                                                               | Ruba Ghazal         | Québec solidaire   | 15 919         | 54,5 % | 10 747 |
|                                                                                               | Gabrielle Collu     | Libéral            | 5 172          | 17,7 % | -      |
|                                                                                               | Michelle Blanc      | Parti québécois    | 3 542          | 12,1 % | -      |
|                                                                                               | Johanne Gagné       | Coalition avenir   | 2 348          | 8 %    | -      |
|                                                                                               | Stephanie Rochemont | Vert               | 1 102          | 3,8 %  | -      |
|                                                                                               | Conrad Thompson     | NPD Québec         | 738            | 2,5 %  | -      |
|                                                                                               | Malou Marcil        | Parti nul          | 233            | 0,8 %  | -      |
|                                                                                               | Ludovic Proulx      | Conservateur       | 122            | 0,4 %  | -      |
|                                                                                               | Serge Lachapelle    | Marxiste-léniniste | 34             | 0,1 %  | -      |
| Total                                                                                         | Total               | Total              | 29 210         | 100 %  |        |
| Le taux de participation lors de l'élection était de 65,6 % et 322 bulletins ont été rejetés. |                     |                    |                |        |        |

## Controverse
Le 29 août 2018, Xavier Camus, un enseignant en philosophie au Collège Ahuntsic connu pour ses dénonciations de personnes politiques flirtant avec l'extrême droite, a publié sur son blogue un texte dénonçant les prises de position islamophobes d'un candidat du Parti québécois, Pierre Marcotte. Camus avait alors accompagné son texte d'une photo montrant Marcotte avec Michelle Blanc, les deux souriants. Blanc n'acceptant pas l'usage de cette photo, a publié sur Twitter: 

« Camus est un fromage qui pue de ses amalgames douteux et de sa fixation malsaine sur moi. Et vous êtes tout aussi douteux de reprendre ses conneries. Aimez-vous vous aussi les petites filles de 15 ans? C’est le genre de conneries qu’on raconte aussi à son propos. »

— Michelle Blanc, Twitter
La publication a été depuis supprimée. Camus s'est dit troublé par cette citation et a envoyé une mise en demeure à Blanc. Quelques heures plus tard, elle a présenté ses excuses à Camus sur son compte Twitter.

« Je sais ce que c’est d’être attaquée injustement et personnellement sur les réseaux sociaux, ce qui aurait dû me rendre encore plus vigilante et prudente. Je m’en veux en estie! J’invite tous les internautes, de tous les partis, à en tirer une grande leçon. // Sur la toile comme dans la vie, on peut défendre avec verdeur et fougue ses idées, mais la modération doit primer lorsqu’on parle des personnes. »

— Michelle Blanc, Twitter